# Nagelsperre

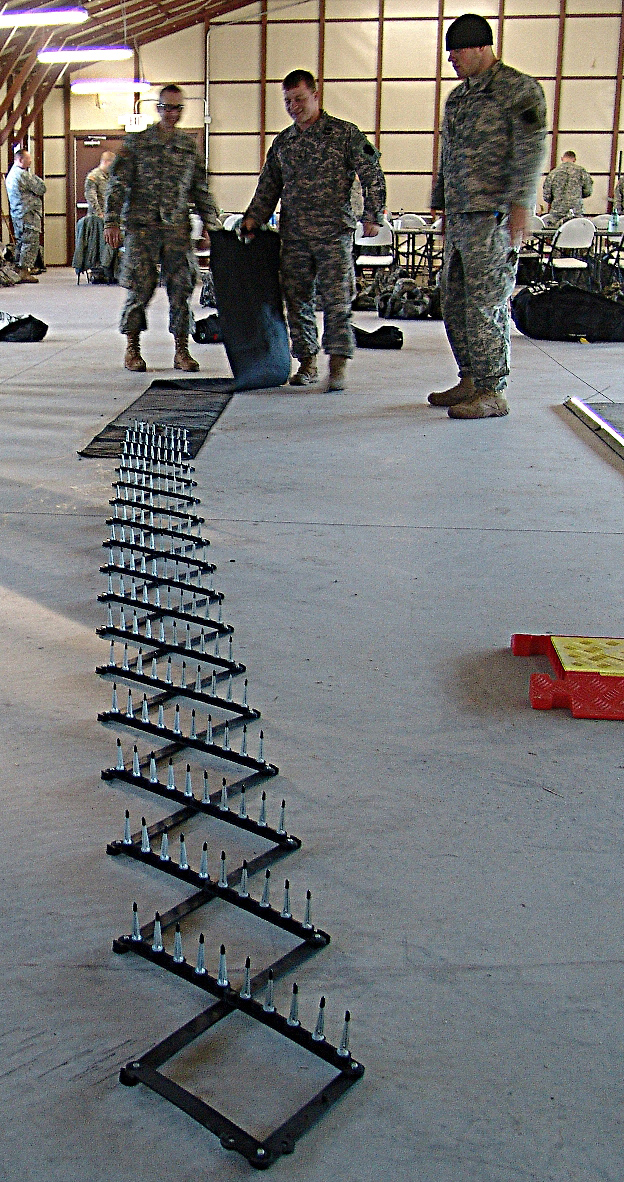
Nagelstreifen aus Metallgeflecht bei der United States Army (2009)

Eine Nagelsperre, auch Nagelband, Nagelbrett, Nagelstreifen, Nagelkette oder Nagelgurt und umgangssprachlich Reifenkiller genannt, ist ein Mittel, mit dem die Gummibereifung von Fahrzeugen beim Darüberfahren zerstört werden kann. Die Polizei nutzt Nagelsperren unter anderem, um Geisterfahrer zu stoppen oder eine Verfolgungsjagd zu beenden. Darüber hinaus gibt es Nagelstreifen, die fest in die Straße eingebaut sind.
Fahrzeugreifen können auch durch selbstgebastelte Nagelbretter oder einzelne Krähenfüße beschädigt werden. Krähenfüße waren Vorläufer der modernen Nagelsperren.

## Varianten

### Ältere Modelle

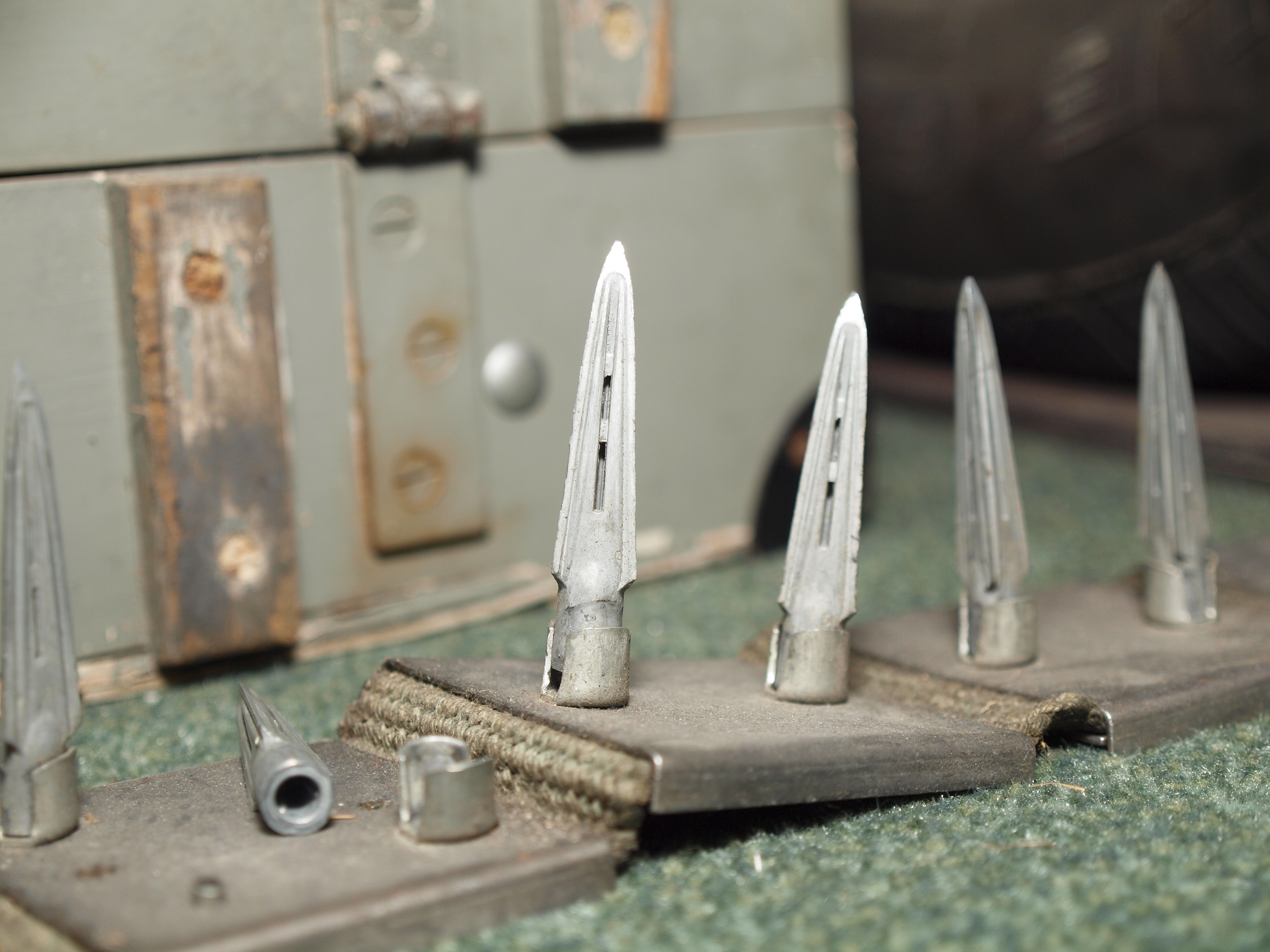
Älterer Nagelgurt im Museum der Stadtpolizei Zürich

Herkömmliche Modelle der Nagelsperre bestehen häufig aus einem Metallgeflecht oder einer Kette, an der Nägel oder größere Metallstacheln aufwärts gerichtet angebracht sind. Die Nägel sind hohl und verfügen über Löcher, so dass Luft auch dann schnell aus dem Reifen austritt, wenn sie darin stecken bleiben. Das schnelle Austreten der Luft bringt allerdings die Gefahr mit sich, dass der Fluchtwagen außer Kontrolle gerät oder sich sogar überschlägt. Deshalb entsprechen solche Nagelsperren nicht dem neuesten Stand.

### Stop Sticks

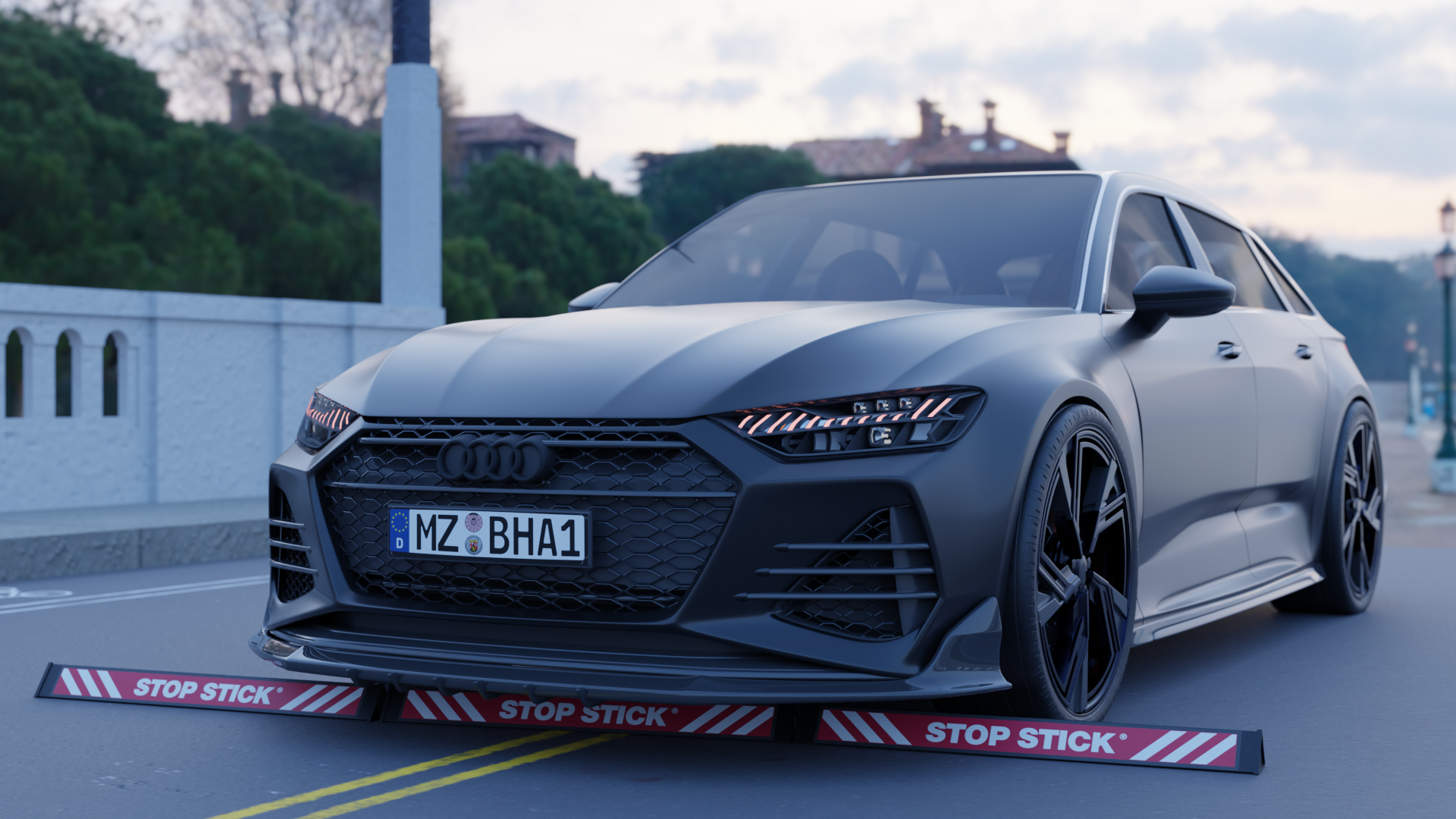
Stop Stick – Das weltweit am meisten eingesetzte Fahrzeuganhaltesystem.

Neuere Nagelsperren, sogenannte Stop Sticks (Schreibweise auch Stop-Sticks), sind 90 Zentimeter lange, prismenförmige Stäbe, in deren Innerem in einem speziellen Schaumstoff eingebettet 36 angespitzte, teflonbeschichtete Hartmetallröhrchen in alle drei Richtungen ragen. Werden die Stop Sticks auf die Straße geworfen, zeigt immer eine Reihe der Stahlröhrchen nach oben. Es werden in der Regel immer drei Stop Sticks miteinander verbunden. Ab einem Gewicht von 400 Kilogramm wird das Prisma zusammengedrückt und die darin enthaltenen teflonbeschichteten Stahlröhrchen durchstoßen die Lauffläche der Reifen. Die Luft wird so kontrolliert abgelassen. Die Dauer für das Luftablassens beträgt durchschnittlich zwanzig bis dreißig Sekunden. Die Fahrzeuge bleiben spurtreu und können sicher zum Stillstand abgebremst werden. Im Gegensatz zu herkömmlichen Nagelketten entweicht die Luft sehr langsam, so dass die Unfallgefahr verringert wird. Ein flüchtender Autofahrer kann nach dem Überfahren von Stop Sticks unter Umständen noch mehrere Kilometer weit fahren.

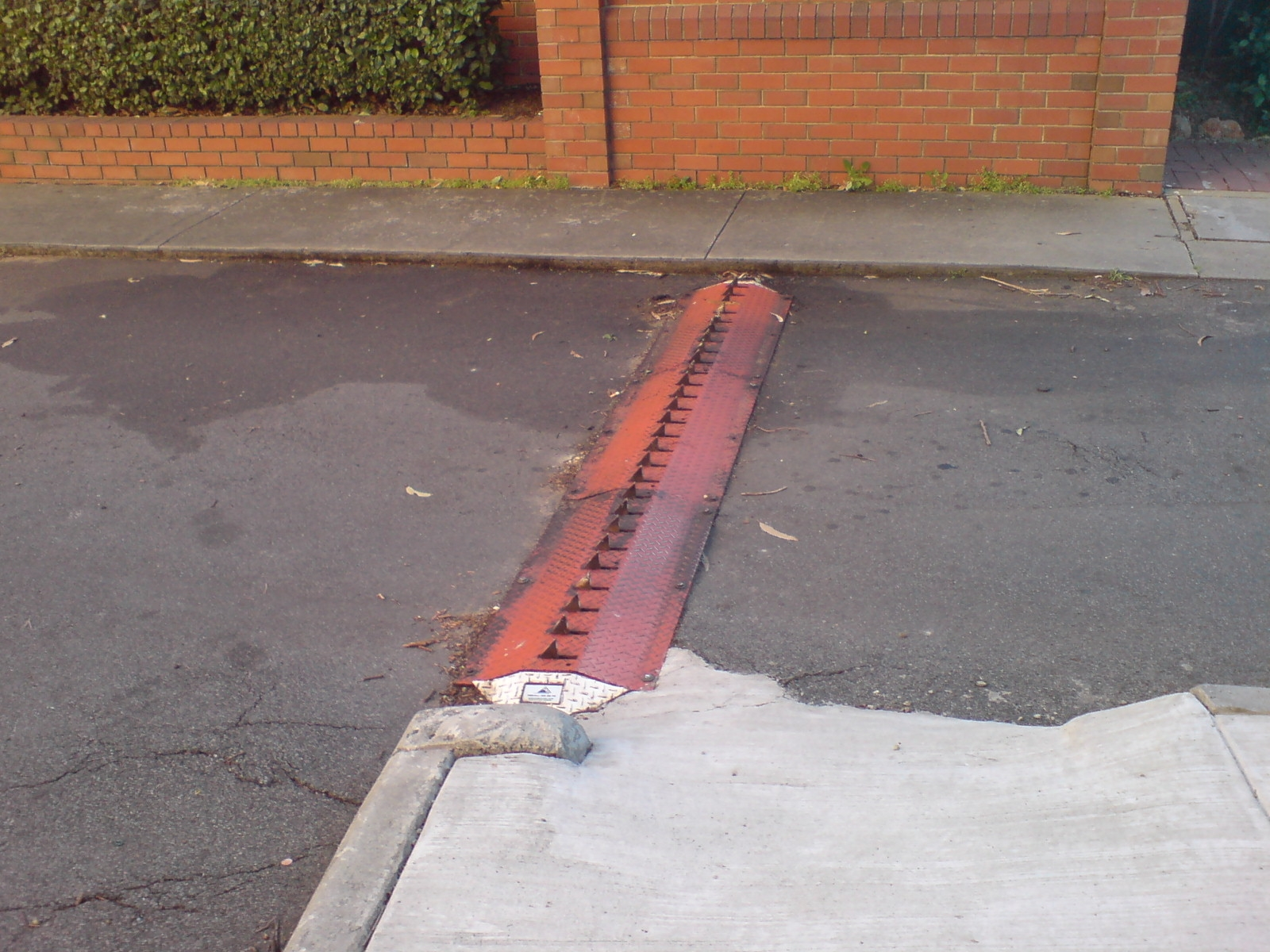
Fest installierte, in eine Richtung befahrbare Nagelsperre

### Fest installierte Nagelstreifen
Fest installierte Nagelstreifen sind in Bodensenken oder Bodenschwellen versenkbar in der Straße angebracht. Diese Sperren können bei Bedarf ausgefahren werden.
Andere fest installierte Sperren werden schräg und beweglich in die Straße eingebaut. Überfährt man diese Sperre von der richtigen Seite, klappen die Nägel nach unten weg. Von der falschen Seite befahren bleiben die Nägel aufgestellt, so dass sie die Straße nur in dieser Richtung sperren.

## Nagelbretter
Als Nagelbrett wird in diesem Zusammenhang meist ein einfaches Holzbrett bezeichnet, das mit Nägeln durchschlagen und von einem Täter heimlich ausgelegt oder im Boden eingegraben wird, um die Reifen von Autofahrern oder Radfahrern zu beschädigen. Derartige Nagelbretter wurden beispielsweise auf Parkplätzen und Waldwegen gefunden, aber auch auf Autostraßen und Autobahnen. Manchmal ist nicht klar, ob der Täter Reifen zerstören oder Fußgänger verletzen wollte. Häufig handelt es sich um einen gefährlichen Eingriff in den Straßenverkehr.
Andererseits werden in manchen Zeitungsberichten auch die von der Polizei eingesetzten Nagelsperren unpräzise als „Nagelbrett“ bezeichnet.